# 4155 Watanabe
4155 Watanabe este un asteroid din centura principală, descoperit pe 25 octombrie 1987, de Seiji Ueda și Hiroshi Kaneda.